# Баш, Самуэль Зигфрид Карл фон
Самуэль Зигфрид Карл фон Баш (9 сентября 1837, Прага — 29 апреля 1905, Вена) — австрийский физиолог и патофизиолог, личный врач императора Мексики Максимилиана I (1865—1867),  изобретатель сфигмоманометра (1881).

## Биография
Родился в еврейской купеческой семье. Помимо него в семье Филиппа Абрахама Баша (1800—?) и Евы Бунцл (1802—?) росло ещё трое сыновей — Херш (1833), Лейб (1835), Адольф (1843) и дочь Матильда (1841). Получил медицинское образование в Карловом и Венском университетах. С 1857 года работал в физиологической лаборатории Эрнста Вильгельма фон Брюкке, в 1862 году стал врачом. До 1865 года стажировался в Венском университете, затем был назначен главврачом военного госпиталя в мексиканской Пуэбле и личным врачом Максимилиана I. После казни последнего в 1867 году сопровождал его тело в Австрию.
В 1870 году был назначен лектором экспериментальной патофизиологии в Венском университете (с 1877 года — ассистент профессора).
Опубликовал ряд работ по экспериментальной патофизиологии, физиологии кишечной перистальтики, фармакодинамике никотина. В 1869 году издал монографию по патолофизиологии дизентерии. Особенную известность получили его труды в области физиологии сердечно-сосудистой системы. Он разработал первые методы измерения кровяного давления, описал патологические изменения сосудов при гипертонической болезни, лёгких при одышке, а в 1881 году изобрёл металлический сфигмоманометр. В 1900 году им был предложен аппарат для измерения капиллярного давления.
Оставил книгу воспоминаний о своём пребывании в Мексике (1868).

## Семья
- Жена — Адель Франкл (1851—1906), дочь Вильгельма Франкля (1821—1893) из Храста и Луизы Элизабеты Хок (1829—1897) из Праги. После женитьбы в 1879 году супруги покинули иудаизм[8].
  - две дочери — Гертруда (1881—1887) и Хедвига.

## Монографии
- Allgemeine Physiologie und Pathologie des Kreislaufes. Hölder Verlag, Wien 1892.
- Über Herzkrankheiten bei Arteriosklerose. Springer, Berlin 1900.

## Мемуары
- Erinnerungen aus Mexico. Geschichte der letzten Monate des Kaiserreichs. Duncker & Humblot, Leipzig 1868.

## Научные публикации
- Anatomische und klinische Untersuchungen über Dysenterie. In: Virchows Archiv für pathologische Anatomie und Physiologie, Bd. 45 (1869) S. 204, ISSN 0376-0081.
- Über die Messung des Blutdruckes am Menschen. In: Zeitschrift für Klinische Medizin, Jg. 2 (1880), S. 79, ISSN 0372-9192.
- Ein verbesserter Sphygmo- und Cardiograph. In: Zeitschrift für Klinische Medizin, Jg. 2 (1880), S. 654, ISSN 0372-9192.
- Ein Metall-Sphygmomanometer. In: Wiener Medizinische Wochenschrift, Jg. 33 (1883), S. 673, ISSN 0254-7945.
- Der Sphygmomanometer und seine Verwerthung in der Praxis. In: Berliner Klinische Wochenschrift, Bd. 24 (1887), S. 179, 206, 224, 244, 987.
- Kapillarmanometer. In: Wiener Klinische Rundschau, Jg. 14 (1900),